# Върхове в Сърбия над 2000 метра
В Сърбия след отделянето на Косово има само 4 (четири) върха с надморска височина над 2000 m, които се намират в три планински масива. Най-висок сред тях е Миджур, първенеца на Западна Стара планина със своите 2168 m, надморска височина. Всичките върхове над 2000 m в Сърбия са:
1. Миджур (2168 m) в Стара планина - на границата с България;
2. Поглед (2155 m) в Мокра гора;
3. Дупляк (2032 m) в Стара планина;
4. Панчичев връх (2017 m), първенеца на Копалник;